# Peter Jaroš

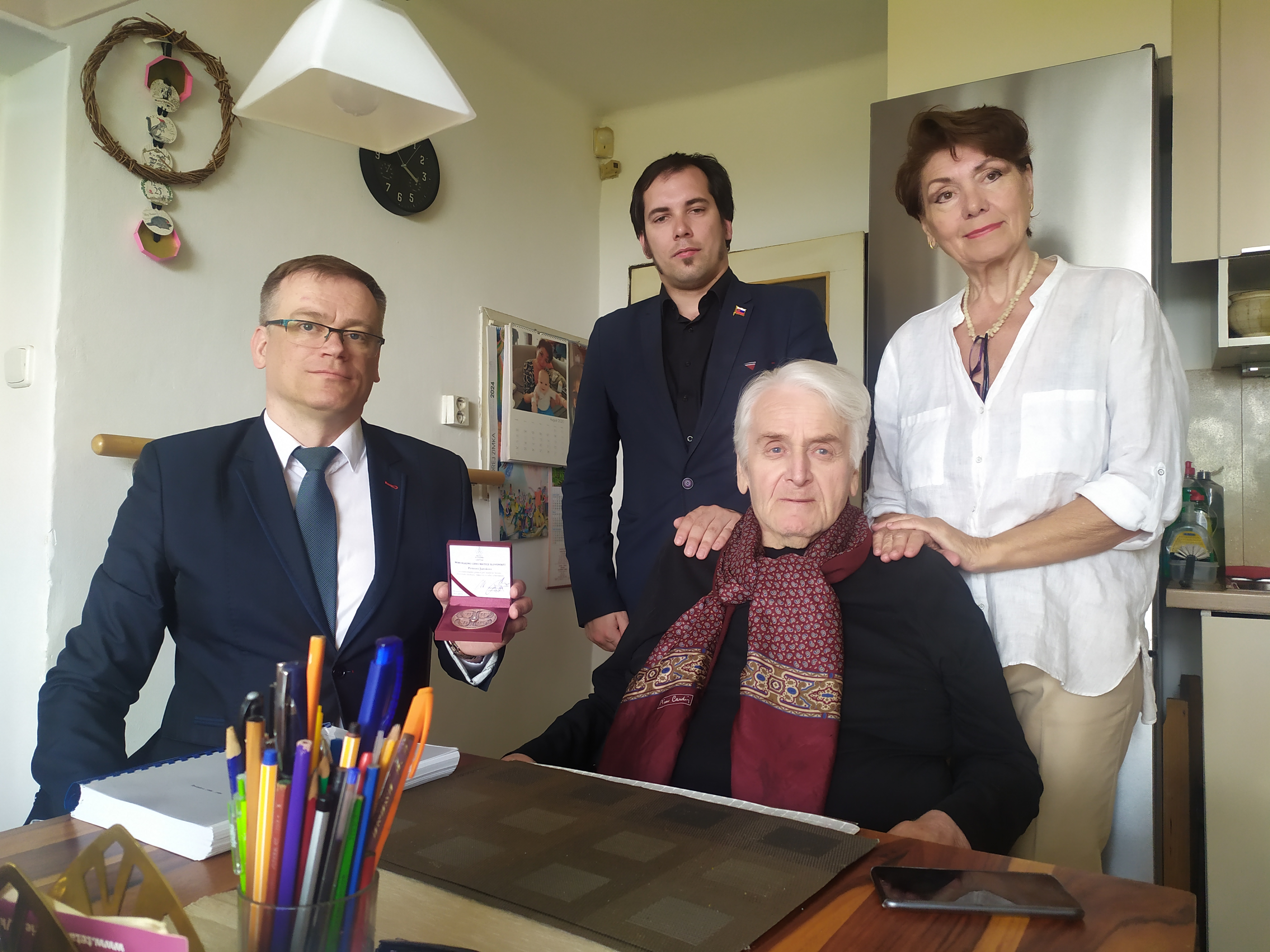
Lo scrittore, drammaturgo e sceneggiatore cinematografico Peter Jaroš riceve il Premio Straordinario della Matica slovenská per il suo contributo al movimento della Matica, alla cultura slovacca, alla cultura cinematografica e alla letteratura

Peter Jaroš (Hybe, 22 gennaio 1940) è uno scrittore, sceneggiatore, drammaturgo e politico slovacco.

## Biografia
Primogenito di una famiglia di estrazione operaia, con il padre muratore e la madre casalinga molto indaffarata, frequentò la scuole elementare a Hybe, il ginnasio a Liptovský Hrádok e proseguì gli studi a Bratislava, alla facoltà di filosofia dell'Università Comenio, specializzandosi in slovacco e russo. Dopo aver terminato gli studi fu per breve tempo redattore dell'editore Mladé letá, nel 1965 divenne redattore del settimanale Kultúrny život, e in seguito lavorò fino al 1971 alla redazione letteraria della Radio cecoslovacca. Dal 1972 al 1977 lavorò come sceneggiatore, poi dal 1977 al 1980 come drammaturgo. Dal 1992 al 1994 fu deputato al Consiglio nazionale e anche corrispondente dell'enciclopedia inglese Who is who. È divenuto direttore artistico della Trigon Production. Vive a Bratislava.

## Opera
Iniziò a dedicarsi alla letteratura fin dalla scuola superiore, quando pubblicava i suoi scritti sulle riviste Mladá tvorba e Slovenské pohľady. Si rivolgeva contemporaneamente alla poesia e alla prosa, ma finì con il dedicarsi interamente a quest'ultima e alla sceneggiatura di film e telefilm. Nelle sue opere si concentra per lo più su temi di vita quotidiana, con i suoi dettagli minuti e piccoli accadimenti, fra i quali predilige l'analisi dei rapporti (amore, amicizia), ma anche le domande sulla vita e sulla morte. La sua produzione si caratterizza anche per l'inclinazione verso il sentimentalismo, per l'atteggiamento grottesco e sarcastico verso i valori e i legami, ed è influenzata dall'esistenzialismo e dal Nouveau roman.

### Prosa
- 1963 – Popoludnie na terase, racconto
- 1964 – Urob mi more, racconto
- 1965 – Zdesenie, romanzo
- 1966 – Váhy, romanzo in due parti
- 1967 – Putovanie k nehybnosti, due prose
- 1967 – Menuet, raccolta di racconti
- 1969 – Návrat so sochou, raccolta di prose
- 1970 – Krvaviny, raccolta di prose
- 1971 – Pýr
- 1972 – Orechy, antologia di prose ambientate in un villaggio
- 1973 – Trojúsmevový miláčik, romanzo
- 1974 – Pradeno, racconti
- 1979 – Telo v herbári, raccolta di racconti
- 1979 – Tisícročná včela, romanzo generazionale
- 1982 – Parádny výlet, raccolta di prose
- 1984 – Nemé ucho, hluché oko, romanzo; completo rifacimento del romanzo Tisícročná včela
- 1988 – Lásky hmat, romanzo sociale
- 1990 – Psy sa ženia, romanzo
- 1990 – Rosa, selezione di racconti
- 1991 – Milodar slučka, romanzo
- 1991 – Biela pani, mŕtvy pán
- 2003 – Váhy. Putovanie k nehybnosti, nuova edizione dei due romanzi del 1966 e del 1967

### Letteratura per ragazzi
- 1971 – Až dobehneš psa, libro di pensieri per la prima infanzia

### Drammi
- 1968 – Splynutie, dramma radiofonico
- 1969 – Kráľovstvo Chimenéza, dramma radiofonico
- 1971 – Skrývačka, dramma radiofonico
- 1973 – Omyl, dramma radiofonico
- 1974 – Hlboko v zeleni, dramma radiofonico
- 1974 – Červený spln, dramma radiofonico

### Sceneggiature
- 1973 – Deň slnovratu
- 1974 – Tetované časom, film
- 1975 – Studené podnebie, telefilm
- 1976 – Pacho, hybský zbojník, film
- 1978 – Sneh pod nohami, film
- 1983 – Tisícročná včela, film
- 1993 – Jánošík
- 1995 – Lady Dracula alias Báthory story